# Irena Bihariová
Irena Bihariová (Nagyszombat, 1980. szeptember 15. –) roma származású, Pozsonyban élő szlovák jogász, politikus, 2020-től a Progresszív Szlovákia elnöke.

## Pályafutása
2020-ig a Progresszív Szlovákia alelnöke volt. 2020. június 6-án a párt elnökévé választották az addigi elnökkel, Michal Trubannal szemben, 105–100-as szavazataránnyal. Ezt a sajtó úgy értékelte, hogy hangsúlyosabbá válnak a liberális szabadságjogok, valamint a szociális és ökológiai kérdések a párt politikájában, azaz a centrumból kissé balra tolódna.